# The Devil, You + Me
The Devil, You + Me ist das siebte Studioalbum der Band The Notwist. Es erschien am 2. Mai 2008 beim Label City Slang.

## Entstehung und Stil
Das Vorgänger-Album Neon Golden war zum größten Erfolg der Band geworden – sowohl in den Verkaufszahlen, als auch in der Rezeption durch die Kritik. Mit Neon Golden war The Notwist sowohl in den USA als auch in Japan der erste große Erfolg gelungen. Entsprechend groß war der Druck, der auf der Band bezüglich des nächsten Albums lastete. Markus Acher sprach von einer „unglaublichen Erwartungshaltung“.
Im Gegensatz zum Vorgängeralbum rücken bei The Devil, You + Me klassische Singer-Songwriter-Elemente in den Vordergrund. Das für Notwist typische „Knirschen und Knacksen“, die Hintergrundgeräusche aus dem Computer Martin Gretschmanns fehlen auf der Platte fast völlig. Im Mittelpunkt stehen die meist akustische Gitarre und die Stimme Markus Achers. Als prägende Einflüsse wurden seitens der Band Neil Young, Nick Drake und Leonard Cohen genannt.
Das Andromeda Mega Express Orchestra hat für mehrere Stücke des Albums Arrangements eingespielt.
Als erstes Stück wurde „Good Lies“ noch vor dem regulären Erscheinungstermin zum kostenlosen Download angeboten. Mit Zeilen wie „Let’s just imitate the real, until we find a better one“ (deutsch etwa: „Imitieren wir das Echte solange, bis wir was besseres finden“) behandelt das Lied einerseits die neuen, durch Massenmedien wie Fernsehen und Internet geschaffenen Auffassungen von Realität, anderseits den Blick der Wohlstandsgesellschaft auf ärmere Länder.
Zum Titel „Where in this World“ wurde außerdem vorab ein Musikvideo mit den Darstellern Sandra Hüller und August Diehl veröffentlicht.

## Rezeption
Die Leser der Zeitschrift Spex wählten das Album The Devil, You + Me auf Platz 3 der Jahrescharts 2008. In den Lesercharts von plattentests.de erreichte es Platz 5.
Etwas verhaltener fiel die Reaktion der Kritiker der Musikzeitschriften aus. So schaffte es das Album in den Kritiker-Jahrescharts der Intro auf Platz 4, bei Visions auf Platz 31.

## Kritiken
„Das ist das Wunder von The Notwist: sie verschwurbeln nicht einfache Songs mit kontingenten Störgeräuschen. Sie durchqueren die Komplexität und kommen bei einer aufregenderen Einfachheit an, bei der der Soundfetischist sich an der subtilen Polyphonie erfreuen, bei der man aber auch einfach nur schwermütig schwelgen kann. Dass dieses Wunder auf elf von elf Stücken glückt, das macht der Band hierzulande niemand nach.“

„Gegen die Facetten von "Neon Golden" wirkt das lang und heiß herbeigesehnte neue Album "The Devil, You + Me" erst einmal enttäuschend gedrosselt. Wie das bei guten Platten nun einmal so ist, passiert erst beim zweiten, dritten, vierten Durchgang etwas. Die Melodien werden klarer. Oder besser: Es wird einem klar, dass es dieser Band am Ende immer nur um nachpfeifbare Melodien ging. The Notwist hatten einen auf "Neon Golden" gelehrt, in einem Popsong alles für möglich zu halten. Jetzt scheinen sie sagen zu wollen: Alles ist eben nicht alles. Nach einer raffinierten, bis ins Detail in- und auswendig produzierten Platte haben sie jetzt elf Lieder aufgenommen, die, wie das erste namens "Good Lies" oder das dritte namens "Gloomy Planets", von der Melodie leben und nicht davon, was eine Melodie noch aushalten kann, wenn man sie von allen Seiten mit Gimmicks beschießt, mit Banjos, Cellos und Bäuerchen aus dem Laptop.“

„Acher schwärmt von »vielen älteren Songwritersachen und Gospelmusik«, die er während der Aufnahmen zum Album gehört habe, er berichtet vom »Interesse an Vieldeutigkeit«, von »verschiedenen Blickwinkeln, die sich innerhalb eines Songs ergeben«, von den Verwerfungen der Musikarbeit, ja, natürlich auch von dem langen Hin und Her, das die Songs so wunderbar offen lässt. Dass am Ende dieses Prozesses dann keine zehnminütigen Prog-Rock-Monster mit 37 verschiedenen Soundschichten stehen, ist die eigentliche Leistung von Notwist. Sie wollen Popband sein, schon aus Trotz. Genauer: ein Pop-Entwicklungsprogramm in den Grenzlandschaften zu Jazz und Elektronik.“

## Titelliste
1. Good Lies (5:24)
2. Where in This World (4:39)
3. Gloomy Planets (4:50)
4. Alphabet (3:03)
5. The Devil, You + Me (3:39)
6. Gravity (3:56)
7. Sleep (3:46)
8. On Planet Off (5:07)
9. Boneless (2:57)
10. Hands on Us (4:29)
11. Gone Gone Gone (2:09)